# Hao Wang (Mathematiker)
Hao Wang (chinesisch 王 浩, Pinyin Wáng Hào; * 20. Mai 1921 in Jinan, Provinz Shandong, China; † 13. Mai 1995 in New York City) war ein chinesisch-US-amerikanischer Logiker, Mathematiker und Philosoph. Er erarbeitete u. a. die nach ihm benannte Wang-Parkettierung.

## Leben und Wirken
Hao Wang studierte in China an der Nationalen Universität des Südwestens, wo er 1943 seinen Bachelor-Abschluss machte. 1945 machte er seinen Master-Abschluss in Philosophie an der Qinghua-Universität und ging dann in die USA, wo er Logik an der Harvard University studierte. 1948 wurde er dort bei Willard Van Orman Quine promoviert (An Economic Ontology for Classical Arithmetic) und wurde gleichzeitig Assistant Professor in Philosophie und 1951 Junior Fellow. 1950/51 war er bei Paul Bernays in Zürich, 1953/54 bei der Burroughs Corporation und ab 1956 John Locke Lecturer an der Oxford University. 1961 wurde er Gordon McKay Professor of Mathematical Logic in Harvard und war von 1967 bis 1991 Professor und Leiter der Forschungsgruppe für mathematische Logik an der Rockefeller University in New York. 1991 emeritierte er, blieb aber weiter an der Universität.
Wang leistete viele Beiträge zur mathematischen Logik. Bei IBM entwickelte er 1960 Computerprogramme zur Ableitung von Sätzen der Aussagen- und Prädikatenlogik, wie sie in den Principia Mathematica von Bertrand Russell und Alfred North Whitehead formuliert wurde. Er erfand 1961 die Wang-Parkettierungen, die nach Wang Berechenbarkeitsmodelle äquivalent zu Turing-Maschinen liefern. Sie lieferten auch 1966 die ersten Beispiele aperiodischer Parkettierungen (Robert Berger), deren bekannteste Beispiele als Quasikristalle bekannt sind.
Wang befasste sich zudem mit dem philosophischen Werk von Kurt Gödel, über das er mehrere Artikel und Bücher schrieb.
1952 wurde Wang in die American Academy of Arts and Sciences gewählt. Seit 1970 war er korrespondierendes Mitglied der British Academy. 1985 wurde er Ehren-Professor der Peking-Universität und 1986 der Qinghua-Universität.
Zu seinen Doktoranden gehören Stephen Cook und Robert Berger.

## Schriften
- A formal system for logic, Journal of Symbolic Logic, Band 15, 1950, S. 25–32
- The non finitizability of impredicative principles, in: Proceedings of the National Academy of Sciences (USA), Bd. 39 (1950), S. 479–484
- The irreducibility of impredicative principles, in: Mathematische Annalen, Bd. 125 (1952), S. 56–66
- mit Robert McNaughton: Les systèmes axiomatiques de la théorie des ensembles. Gauthier-Villars 1953.
- On denumerable bases of formal systems, in: Mathematical Interpretations of formal Systems, Amsterdam North Holland 1955
- A Survey of Mathematical Logic. North Holland 1963, auch als Logic, Computers and Sets. Chelsea 1970 (mit Reprints einiger seiner Artikel).
- Games, Logic and Computer. Scientific American November 1965.
- From Mathematics to Philosophy. Routledge 1974.
- Popular Lectures on Mathematical Logic. 1981, Dover 1993.
- Beyond Analytic Philosophy: Doing Justice to What We Know. MIT Press 1985.
- Reflections on Kurt Gödel. MIT Press 1987.
- Computation, Logic, Philosophy - a Collection of Essays. Kluwer 1990.
- A Logical Journey: from Gödel to Philosophy. MIT Press 1996.
- Toward Mechanical Mathematics. IBM Journal of Research and Development, Bd. 4, 1962, S. 2.
- Proving Theorems by Pattern Recognition. Teil 1, Journal ACM, Bd. 3, 1960, S. 220, Teil 2, Bell System Technical Journal Bd. 40, 1961, S. 1.